# Cichlidogyrus attenboroughi
Cichlidogyrus attenboroughi es una especie de platelmintos monogéneos de la familia Dactylogyridae (o Ancyrocephalidae según determinadas clasificaciones). Es un parásito de las branquias del pez Benthochromis horii en el lago Tanganica.

## Etimología
Según Kmentová, Gelnar, Koblmüller & Vanhove, "el epíteto de la especie honra al científico y locutor inglés Sir David Frederick Attenborough, en agradecimiento por los conocimientos y la inspiración que dio a tantas personas para estudiar y proteger la naturaleza y la biodiversidad".